# Ruby O. Fee

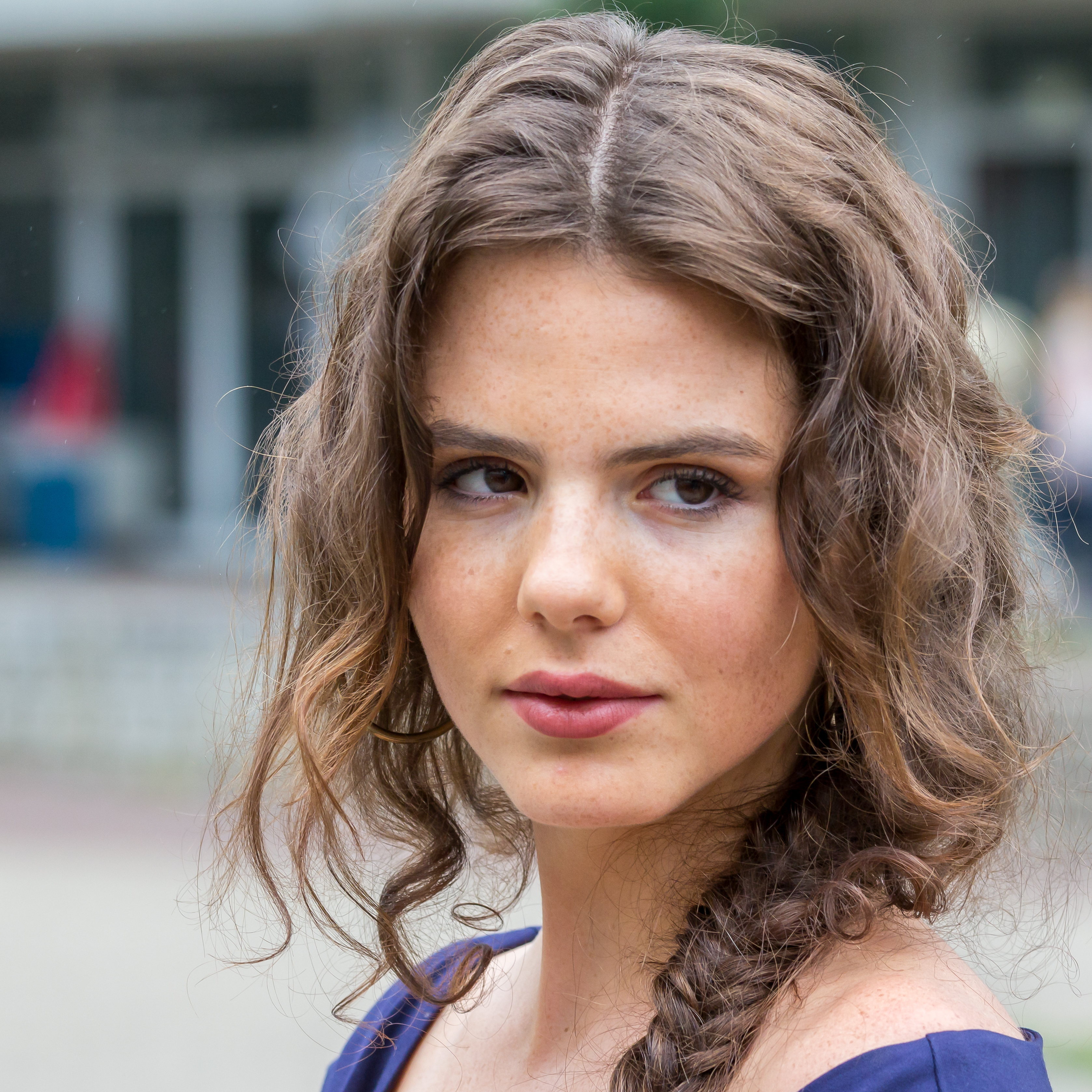
Ruby O. Fee durante le riprese dell'episodio Kartenhaus della serie Tatort (2015)

Ruby O. Fee, pseudonimo di Ruby Moonstone Camilla Willow Fee (San José, 7 febbraio 1996), è un'attrice tedesca.

## Biografia
Ruby O. Fee è diventata famosa grazie al ruolo da protagonista nella serie televisiva Allein gegen die Zeit, in cui ha recitato dal 2010 al 2012. Nel suo film d'esordio, Womb (2010) diretto da Benedek Fliegauf, ha vestito i panni dell'adolescente Rebecca (interpretata in età adulta da Eva Green). Lo stesso anno, ha recitato anche nel ruolo della protagonista Laila nel film d'avventura Löwenzahn – Das Kinoabenteuer di Peter Timm, uscito nelle sale cinematografiche nel maggio 2011. Nell'estate del 2012 si sono svolte le riprese di un adattamento cinematografico del libro per bambini I fratelli neri (Die schwarzen Brüder) della scrittrice tedesca Lisa Tetzner, in cui Ruby O. Fee ha interpretato il ruolo di Angeletta, affiancando Moritz Bleibtreu.
 

Nel 2013 ha ottenuto il ruolo di Peggy nel film TV Lotta & die frohe Zukunft, appartenente alla serie Lotta, e quello di Sarah nell'episodio Happy Birthday, Sarah della serie Tatort, ricevendo il plauso della critica per l'interpretazione. Nell'estate dello stesso anno ha interpretato il ruolo di Sophia von Gelenberg nel film Bibi & Tina e Bibi & Tina voll verhext! di Detlev Buck, usciti l'anno seguente. Nel corso del 2014, a soli 18 anni, l'attrice ottiene tre premi: quello di "migliore attrice televisiva tedesca" (Best German TV Actress) ai Jupiter Award, quello come "miglior giovane attrice" (Best Young Actress) ai Günter Strack TV Award e quello di "miglior attrice" (Best Actress) ai German Children's - Film & TV-Festival.

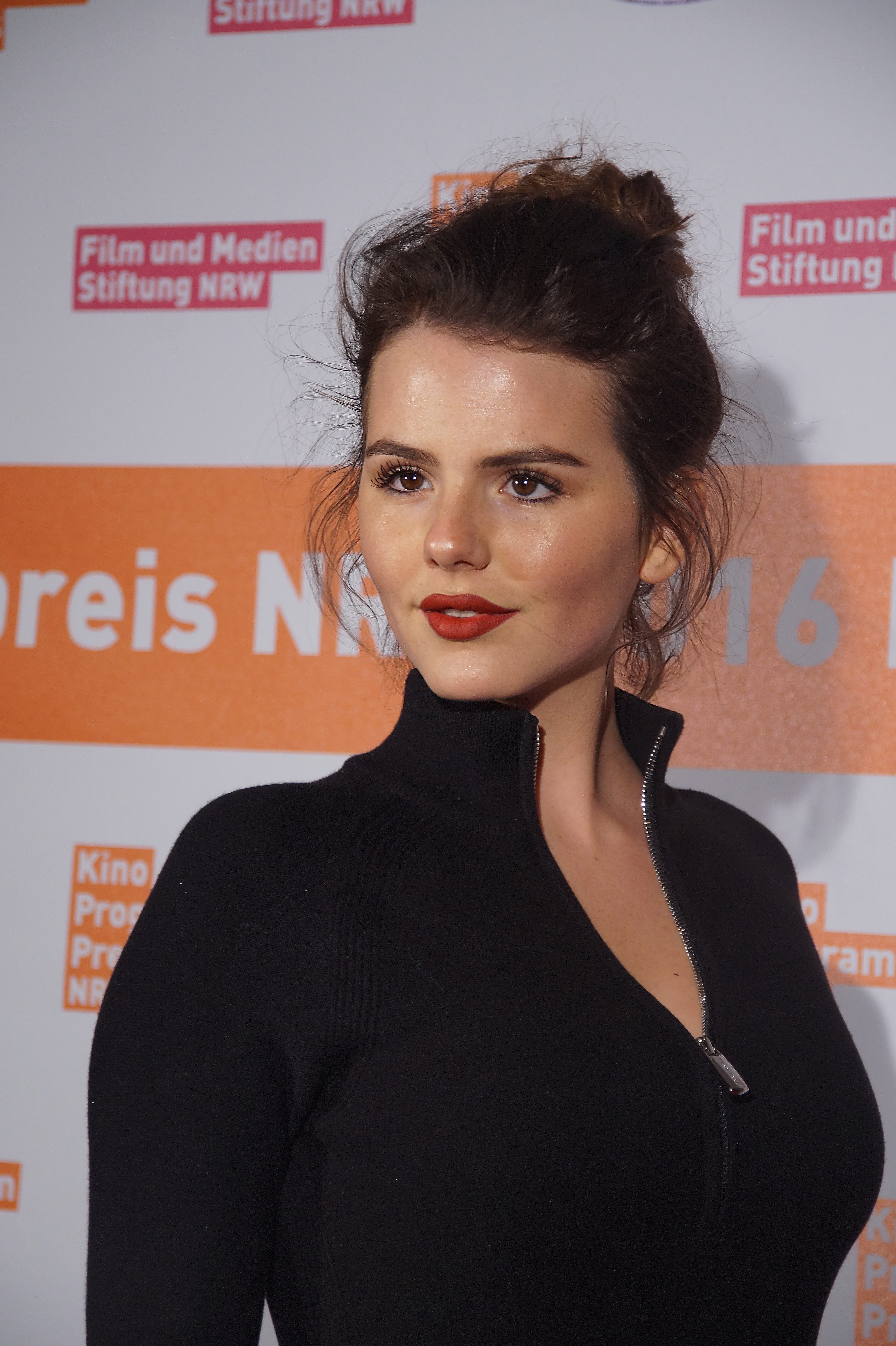
Ruby O.Fee al Premio per il Cinema NRW, novembre 2016, Colonia.

Nel 2015 ha interpretato uno dei ruoli principali nel film As We Were Dreaming (Als wir träumten) di Andreas Dresen, basato sull'omonimo romanzo di Clemens Meyer e in concorso alla 65ª edizione del Festival di Berlino. Nel 2016 ha recitato come protagonista femminile nel film storico in due parti Il segreto di Marta (Das Geheimnis der Hebamme) di Roland Suso Richter e, sempre come protagonista, nel thriller psicologico Zazy, diretto da Matthias X. Oberg. In seguito, nel 2019 ha preso parte al film d'azione Polar di Jonas Åkerlund, interpretando un ruolo secondario al fianco di Mads Mikkelsen. Nel 2020 ha interpretato il ruolo di Paula in Lindenberg! Mach dein Ding di Hermine Huntgeburth e quello di Romy in Circuito rovente (Børning 3) di Hallvard Bræin. 

## Vita privata
Da bambina, Ruby O. Fee ha vissuto in Brasile con la madre tedesca e il patrigno francese, per poi trasferirsi a Berlino con la famiglia nel 2008.
Ha studiato presso la Béla Bartók Music School ed è di fede cristiana.
Affianca alla carriera di attrice quella di influencer e modella, apparendo sulle copertine di numerose riviste. Dal 2019 ha una relazione con l'attore Matthias Schweighöfer.

## Filmografia

### Cinema
- Womb, regia di Benedek Fliegauf (2010)
- Löwenzahn – Das Kinoabenteuer, regia di Peter Timm (2011)
- Dead, regia di Sven Halfar (2013)
- I fratelli neri (Die schwarzen Brüder), regia di Xavier Koller (2013)
- Bibi & Tina, regia di Detlev Buck (2014)
- Bibi & Tina voll verhext!, regia di Detlev Buck (2014)
- As We Were Dreaming (Als wir träumten), regia di Andreas Dresen (2015)
- Ghosthunters - Gli acchiappafantasmi (Gespensterjäger), regia di Tobi Baumann (2015)
- Rockabilly Requiem, regia di Till Müller-Edenborn (2016)
- Zazy, regia di Matthias X. Oberg (2016)
- Seitenwechsel, regia di Vivian Naefe (2016)
- Verrückt nach Fixi, regia di Mike Marzuk (2016)
- Gli invisibili (Die Unsichtbaren), regia di Claus Räfle (2017)
- I magnifici cinque - La valle dei dinosauri (Fünf Freunde und das Tal der Dinosaurier), regia di Mike Marzuk (2018)
- Polar, regia di Jonas Åkerlund (2019)
- Sweethearts, regia di Karoline Herfurth (2019)
- Deine Farbe, regia di Maria Diane Ventura (2019)
- Lindenberg! Mach dein Ding, regia di Hermine Huntgeburth (2020)
- Circuito Rovente (Børning 3), regia di Hallvard Bræin (2020)
- Army of Thieves, regia di Matthias Schweighöfer (2021)

### Televisione
- Allein gegen die Zeit – serie TV, 26 episodi (2010-2012)
- Lotta – serie TV, episodio 1x03 (2013)
- Ultima traccia: Berlino (Letzte Spur Berlin)– serie TV, episodio 2x02 (2013)
- Tatort – serie TV, episodi 1x888-1x977-1x1047 (2013-2018)
- Kein Entkommen – film TV, regia di Andreas Senn (2014)
- Il segreto di Marta (Das Geheimnis der Hebamme) – film TV, regia di Roland Suso Richter (2016)
- Shakespeares letzte Runde – film TV, regia di Akiz, pseudonimo di Achim Bornhak (2016)
- Prinz Himmelblau und Fee Lupine – film TV, regia di Markus Dietrich (2016)
- Die Ketzerbraut – film TV, regia di Hansjörg Thurn (2017)
- Schuld – serie TV, episodio 2x02 (2017)
- Il commissario Voss (Der Alte) – serie TV, episodio 47x05 (2018)
- Rosamunde Pilcher – serie TV, episodio 1x146 (2018)
- Morden im Norden – serie TV, episodio 6x05 (2019)
- Squadra speciale Lipsia (SOKO Leipzig) – serie TV, episodio 21x04 (2020)
- Zimmer mit Stall – serie TV, episodio 1x09 (2022)

### Cortometraggi
- Hard Way: The Action Musical, regia di Daniel Vogelmann (2017)